# Pyrus communis
Pyrus communis, comumente conhecida como pera europeia ou pera comum, é uma espécie de pera nativa da Europa Central e Oriental e sudoeste da Ásia, é uma das espécies de pera mais apreciadas e populares.
1. ↑  https://www.koppert.com.br/culturas/frutas/pera/#:~:text=A%20pera%20europeia%20ou%20comum,por%20cerca%20de%2020%20anos. Em falta ou vazio |título= (ajuda)